# Paralacydonia weberi
Paralacydonia weberi är en ringmaskart som beskrevs av Horst 1923. Paralacydonia weberi ingår i släktet Paralacydonia och familjen Paralacydoniidae.
Artens utbredningsområde är havet kring Nya Zeeland. Inga underarter finns listade i Catalogue of Life.